# Mike James (giocatore di football americano)
Mike James (Haines City, 5 dicembre 1989) è un giocatore di football americano statunitense che gioca nel ruolo di running back per i Tampa Bay Buccaneers della National Football League (NFL). Fu scelto nel corso del sesto giro (189º assoluto) del Draft NFL 2013 dai Buccaneers. Al college ha giocato a football all’Università di Miami.

## Carriera professionistica

### Tampa Bay Buccaneers
fu scelto nel corso del sesto giro del Draft 2013 dai Tampa Bay Buccaneers. Debuttò come professionista nella settimana 2 contro i New Orleans Saints e la settimana successiva corse le sue prime 5 yard contro i New England Patriots. La prima gara come titolare la disputò nella settimana 8 al posto dell'infortunato Doug Martin correndo 39 yard. La settimana successiva contro i Seattle Seahawks disputò una grande prestazione correndo 158 yard su 28 tentativi e completando anche un passaggio da touchdown da 2 yard. La settimana successiva contro i Miami Dolphins nel Monday Night Football si ruppe una caviglia, chiudendo in anticipo la sua stagione da rookie.

## Vittorie e premi
Nessuno

## Statistiche
| Partite totali      | 8   |
| Partite da titolare | 3   |
| Yard su corsa       | 295 |
| Touchdown su corsa  | 0   |